# Jared James Nichols
Jared James Nichols (Waukesha, 14 marzo 1989) è un chitarrista e cantante statunitense.

## Carriera
Nato a Waukesha, ma cresciuto nella adiacente East Troy, Nichols si è avvicinato alla musica a un concerto dei Kiss e degli Aerosmith, con Kenny Wayne Shepherd in apertura, ricevendo la sua prima chitarra a 15 anni. Nel 2008, a 19 anni, ha frequentato per 6 mesi il Berklee College of Music di Boston con una borsa di studio, salvo poi abbandonare gli studi. Nel 2010 si è trasferito a Los Angeles fondando un trio insieme al bassista Diego Edsel e al batterista Dennis Holm, con i quali inizia la propria carriera professionista partecipando negli anni a tour e eventi blues al fianco di artisti internazionali come Blue Öyster Cult, Glenn Hughes, John 5, L.A. Guns, Saxon, UFO, Zakk Wylde, Joe Bonamassa, Peter Frampton, Billy Gibbons, Slash, Steve Vai e Leslie West. A partire dal 2015 ha pubblicato gli album Old Glory & The Wild Revival e Black Magic, insieme all'EP Highwayman, per l'etichetta Listenable Records. Dal 2021 è invece passato alla Black Hill Records, per i quali ha pubblicato un EP (Shadow Dancer) e un album (Jared James Nichols), contestualmente alla nomina di ambassador per Gibson Guitar Corporation al fianco di Slash e Dave Mustaine. Nel 2022 ha partecipato come ospite all'album Ready Now di Jimmy Hall. Attualmente risiede tra Los Angeles e Nashville.

## Stile e influenze
Conosciuto per la sua peculiare tecnica che non prevede l'uso del plettro, ha citato tra le sue influenze più importanti artisti come Stevie Ray Vaughan, Mountain, Cream, ZZ Top e Ted Nugent.

## Strumentazione
La sua strumentazione si compone principalmente di una Epiphone Les Paul Custom P90 Old Glory e di una Gibson Les Paul Ole Red, accompagnato da amplificatori Blackstar, dei quali è endorser. Ha dichiarato di non usare quasi del tutto pedali o accordatori. È inoltre endorser Seymour Duncan e DR Handmade Strings.

## Discografia

### Album in studio
- Old Glory & The Wild Revival (2015)
- Black Magic (2018)
- Jared James Nichols (2023)

### EP
- Highwayman (2016)
- Shadow Dancer (2021)

### Singoli
- Nails in the Coffin (2019)
- Threw Me to The Wolves (2020)